# Амара Бейби
Амара Бейби (на френски език - Amara Baby) е френски футболист от малийски произход, полузащитник, който играе за Лавал под наем от Шатору.

## Кариера
Бейби е роден в парижкото предградие Ле-Бланк Меснил. Юноша е на френския втородивизионен Шатору. След три години в юношеските формации на втородивизионния тим, през 2009 г. Бейби записва и професионалния си дебют, след като излиза титуляр срещу Аячо на 22 декември. Бързо се превръща в основен играч на тима и е несменяем титуляр. От 2008 г. насам има 87 мача и 8 гола за тима от Лига 2.